# 宮澤淳一
宮澤 淳一（みやざわ じゅんいち、1963年 - ）は、日本の音楽評論家。青山学院大学総合文化政策学部教授。

## 略歴
群馬県太田市生まれ。群馬県立太田高等学校を経て、1986年に青山学院大学国際政治経済学部国際政治学科卒業（政治学士）。早稲田大学に学士編入し、1988年に早稲田大学第一文学部文学科ロシア文学専修を卒業（文学士）。1990年に早稲田大学大学院文学研究科ロシヤ文学専攻修士課程修了（文学修士）。1995年に早稲田大学大学院文学研究科ロシヤ文学専攻博士後期課程単位取得退学。2005年『グレン・グールド論』で吉田秀和賞。同論文で、2007年に、東京大学から論文提出により博士（学術）の学位を取得。早大院助手、早稲田大学・慶應義塾大学・武蔵野音楽大学で非常勤講師、トロント大学客員教授大学非常勤講師、トロント大学客員教授などののち、現職。
多くのグレン・グールド関係のほか、マーシャル・マクルーハン、カナダ文学、ロシア文学などの翻訳に幅広く活動している。

## 著書
- 『グレン・グールド論』（春秋社） 2004
- 『チャイコフスキー 宿命と憧れのはざまで』（東洋書店、ユーラシア・ブックレット92）  2006
- 『マクルーハンの光景 メディア論がみえる』（共編、みすず書房、理想の教室） 2008
- 『文化の透視法 20世紀ロシア文学・芸術論集』（伊東一郎共編、南雲堂フェニックス） 2008

## 翻訳
- 『グレン・グールド 複数の肖像』（ギレーヌ・ゲルタン編、浅井香織共訳、立風書房） 1991.7
- 『グレン・グールドの生涯』（オットー・フリードリック、リブロポート） 1992.11
- 『アンドレイ・タルコフスキイ『鏡』の本』（馬場広信共訳、リブロポート） 1994
- 『音楽の文章術 レポートの作成から表現の技法まで』（リチャード・J・ウィンジェル、小倉真理共訳、春秋社） 1994、改訂新版2014
- 『グレン・グールド 光のアリア』（ジョック・キャロル、筑摩書房） 1995.10
- 『グレン・グールド 最後の旅』（デイヴィッド・ヤング、筑摩書房） 1995.3
- 『グレン・グールド書簡集』（みすず書房） 1999.3
- 『グレン・グールド伝 天才の悲劇とエクスタシー』（ピーター・F・オストウォルド、筑摩書房） 2000.9
- 『マクルーハン』（W・テレンス・ゴードン、ちくま学芸文庫） 2001
- 『戦争』（ティモシー・フィンドリー、彩流社、カナダの文学4） 2002
- 『リヒテルは語る - 人とピアノ、芸術と夢』（音楽之友社） 2003／ちくま学芸文庫 2014
- 『グレン・グールド発言集』（みすず書房） 2005、新版2017
- 『グレン・グールド、音楽、精神』（ジェフリー・ペイザント、音楽之友社） 2007
- 『グレン・グールドは語る』（ジョナサン・コット編、ちくま学芸文庫） 2010
- 『マクルーハン発言集　メディア論の想像力』（みすず書房） 2021
- 『グレン・グールド著作集』（ティム・ペイジ編、みすず書房） 2025